# (32090) Craigworley
2000 KC29 (asteroide 32090) é um asteroide da cintura principal. Possui uma excentricidade de 0.12674160 e uma inclinação de 9.04289º.
Este asteroide foi descoberto no dia 28 de maio de 2000 por LINEAR em Socorro.